# Nupseroberea
Nupseroberea – rodzaj chrząszczy z rodziny kózkowatych i podrodziny zgrzypikowych.

## Zasięg występowania
Przedstawiciele tego rodzaju występują w Afryce Środkowej i Afryce Zachodniej.

## Systematyka
Do Nupseroberea należy 6 gatunków:
- Nupseroberea atriceps
- Nupseroberea brevior
- Nupseroberea congoensis
- Nupseroberea ealensis
- Nupseroberea rubra
- Nupseroberea splendida